# Nashely Jaramillo
Nashely Jaramillo Castañón (* 1. März 1992) ist eine mexikanische Handballspielerin, die im Hallenhandball ebenso wie in der Disziplin als Flügelspielerin Beachhandball mexikanische Nationalspielerin ist.

## Hallenhandball
Nashely Jaramillo spielt für die Tigres de UANL, dem Verein der Universidad Autónoma de Nuevo León, der staatliche Universität des Bundesstaats Nuevo León, mit Sitz in Monterrey, einer Hochburg des mexikanischen Handballs. 
Jaramillo spielt für die mexikanische Handball-Nationalmannschaf gewann bei den Zentralamerika- und Karibikspiele 2014 in Veracruz die Bronzemedaille und bei den Panamerikanischen Spiele 2015 in Toronto wurde sie Vierte. 2022 war sie Teil der Mannschaft, die an den Caribbean Handball Championship 2022 startete.

## Beachhandball
Jaramillo wurde bislang einmal, zu den Beachhandball-Weltmeisterschaften 2018 in Kasan, in den Kader Mexikos berufen. Mexiko verlor alle Vorrundenspiele, wobei einzig gegen Vietnam ein Satzgewinn gelang und auch in der Trostrunde wurden zwei der drei Spiele verloren, nur gegen die Vereinigten Staaten gelang ein prestigeträchtiger Sieg. Es folgten die Platzierungsspiele, in denen zunächst Taiwan geschlagen und schließlich gegen Uruguay verloren und der 12. Platz belegt wurde.

## Belege und Anmerkungen
1. ↑  Staff: La guerrerense Nashely Jaramillo, fue convocada al Tri. In: abc de Zihuatanejo. 10. Oktober 2014, abgerufen am 14. Januar 2023 (spanisch).
Más Acción - Nashely Jaramillo. Abgerufen am 14. Januar 2023 (deutsch).
2. ↑  IMAGO. Abgerufen am 14. Januar 2023.
3. ↑  México listo para la Copa Caribe Handball 2022 | Universo Deportivo. Abgerufen am 14. Januar 2023.
Hector Garcia Sr: RD vence a Puerto Rico en clasificatorio femenino balonmano. 5. Oktober 2022, abgerufen am 14. Januar 2023 (spanisch).
4. ↑  Candelario González: Se Presenta México en Mundial de Handball de Playa. In: MAG Deportes. 23. Juli 2018, abgerufen am 18. November 2022 (spanisch).

| Personendaten    | Personendaten                                    |
| ---------------- | ------------------------------------------------ |
| NAME             | Jaramillo, Nashely                               |
| ALTERNATIVNAMEN  | Jaramillo Castañón, Nashely (vollständiger Name) |
| KURZBESCHREIBUNG | mexikanische Handballspielerin                   |
| GEBURTSDATUM     | 1. März 1992                                     |